# بصيليل

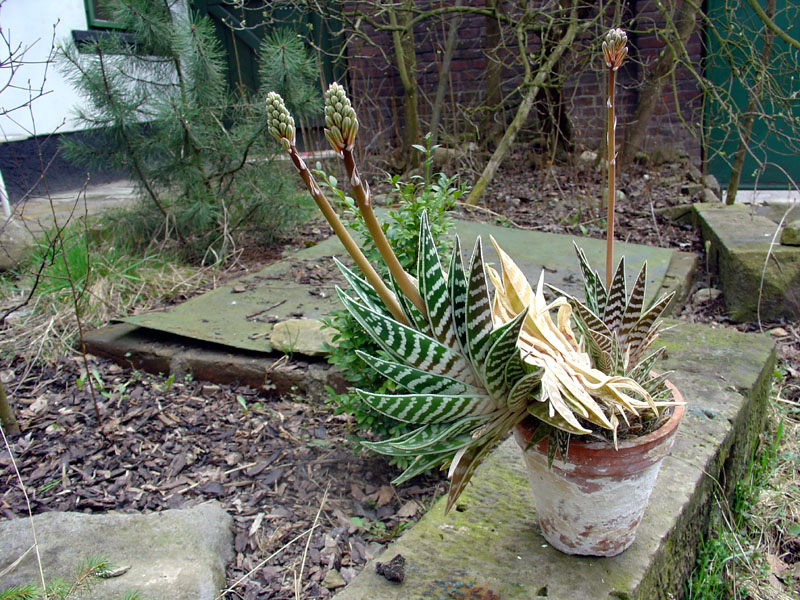
أزهار البُصَيْليل

البُصَيْليل والفُل الأصفر  وألوى مخطط (الاسم العلمي: Aloe variegata)، هو نبات ينتمي إلى فصيلة المصفورية.